# Артем (холдингова компанія)
Державна акціонерна холдингова компанія «Артем» (скороч. ДАХК «Артем») — виробник авіаційних керованих ракет класу «повітря-повітря», автоматизованих комплексів для підготовки і технічного обслуговування авіаційних керованих засобів ураження, протитанкових керованих ракет, а також приладів та обладнання для авіаційних літальних апаратів.

## Історія
- 1892 В Києві засновано завод, який належав приватному підприємцю — акціонеру Колб-Селецькому.
- 1896 Завод переданий в оренду інженеру Ольшанському, який створив акціонерне товариство «Дніпровський машинобудівний завод».
- 1898 На базі заводу створено трастове товариство на чолі з інженером Венглинським.
- 1901 — 1917 Заводом володіло товариство, яке очолював підприємець Млошевський. На початку Першої світової війни завод почав виконувати військові замовлення.
- 1919 Примусове вилучення та націоналізація заводу.

### Після 1920 року
- 1922 Київському машинобудівному заводу присвоєно ім'я засновника Донецько-Криворізької республіки Ф. А. Сергєєва (Артема).
- 1934 КМЗ ім. Артема набуває республіканського значення.
- 1938 КМЗ ім. Артема набуває союзного значення.
- 1940 Державний союзний завод ім. Артема переходить під порядкування Наркомату авіаційної промисловості СРСР.
- 1941 Евакуація до м. Куйбишев. Початок випуску продукції для фронту.
- 1943 Відродження заводу і початок випуску авіаційної техніки на головній території в м. Києві. З цього часу до 1 серпня 1974 р. директором був Василь Власов.

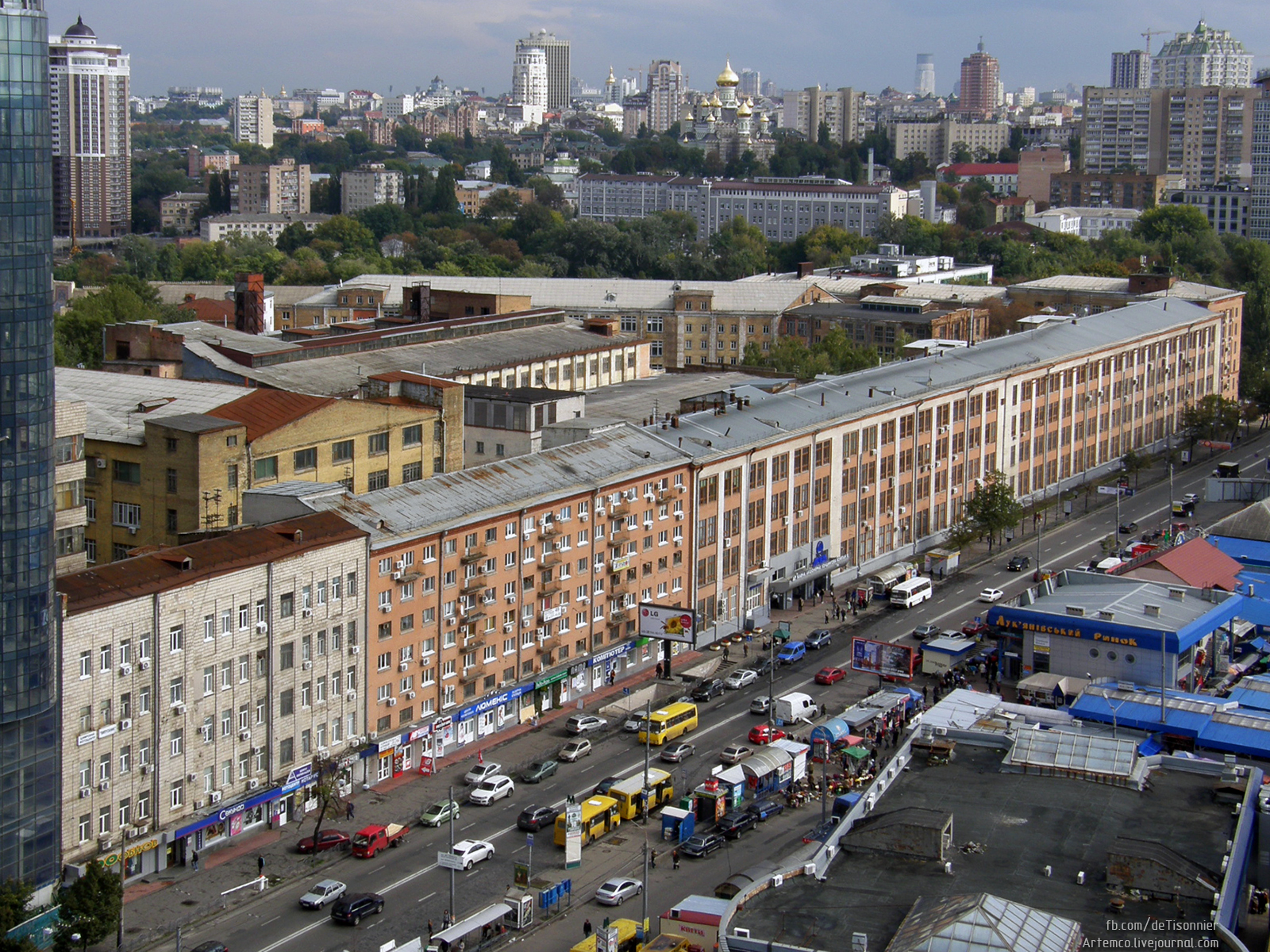
завод «Артем»

- 1947 Досягнення довоєнного рівня обсягів виробництва.
- 1950 Початок докорінної реконструкції та збільшення виробничих потужностей, будівництво соціальної сфери.
- 1958 Початок виробництва керованих авіаційних ракет класу «повітря-повітря». У ці роки відомий під шифрованою назвою «Поштова скринька № 485»[3].
- 1965 Початок будівництва філіалу в м. Вишневе.
- 1969 Початок будівництва філіалу в м. Красилів, Хмельницької області.
- 1972 Нагородження колективу КМЗ ім. Артема орденом Трудового Червоного Прапору, а великої групи робітників та інженерно-технічних працівників урядовими нагородами за успішне освоєння нової техніки.
- 1975 Створення Київського виробничого об'єднання ім. Артема.
- 1977 Створення філіалів об'єднання у м. Щорс, Чернігівської області та в селищі Пісківка Київської області (але сам філіал розміщується на території Житомирщини)
- 1983 Початок виробництва авіаційних керованих ракет серії Р-27.

### Після 1991 року
- 1992 Святкування 100-річного ювілею КВО ім. Артема.
- 1995 Нагородження КВО ім. Артема почесною відзнакою Міжнародної академії бізнесу та управління (Алабама, США) «Факел Бірмінгему» за успіхи в умовах економічного виживання за несприятливої ситуації.
- 1996 Створення Державної акціонерної холдингової компанії «Артем» на базі КВО ім. Артема.
- 2002 Нагородження компанії почесною грамотою Кабінету Міністрів України.
- 2004 Початок виробництва протитанкових керованих ракет і підйомників-платформ для транспортування людей з обмеженими фізичними можливостями
- 2006 Система менеджменту якості Компанії сертифікована на відповідність міжнародним стандартам ISO-9001:2000, аерокосмічним і військовим стандартам EN/AS-9100, AQAP-2110.
- 2009 Початок виробництва сучасного медичного обладнання — виріб «Стерилізатор паровий ГК-100»
- 2012 120 років з дня заснування компанії

### Після 2014 року
- 2014 Початок серійного виробництва нового комбінованого пристрою «Адрос» КУВ 26-50

В листопаді 2017 року на заводі розпочався монтаж та налагодження лінії виробництва корпусів ракет для ракетного комплексу «Вільха». Була встановлена розкочувальна машина RFFM 330-138-300 з ЧПУ турецької фірми Repkon. Ця машина спеціально призначена для виробництва високоточних деталей циліндричної порожнистої форми. Машина має можливість формувати ротаційно-симетричні порожнисті деталі з різною товщиною стінок.
Також підприємство розпочало виробництво корпусів для 152-мм артилерійських снарядів після модернізації та оновлення пресового обладнання.
9 серпня 2018 року була урочисто відкрита перша черга з виробництва 152-мм снарядів для артилерійської системи «Гіацинт» (2С5 та 2А36). Раніше, 152-мм снаряди, які розробив ДАХК «Артем» у кооперації із іншими підприємствами, успішно пройшли низку випробувань на військових полігонах. Відкриття цієї лінії є першим етапом у цільовій програмі, затвердженій Президентом України. На наступних етапах отриманий досвід та відпрацьовані технологічні та виробничі процеси дозволять у короткий строк перейти до виробництва снарядів і для інших артилерійських систем. Йдеться про випуск снарядів для всіх артилерійських систем починаючи від 100-мм, до натівського калібру у 155-мм, що повністю перекриває всі потреби українського війська, як наявні, так і перспективні.
Бойове спорядження виготовлених корпусів снарядів відбувається на інших підприємствах концерну «Укроборонпром».
Станом на серпень 2018 року на підприємстві наявні потужності випускати до 18 тисяч снарядів за рік. Окрім того, у ДАХК «Артем» передбачено значне розширення виробничих потужностей, що дозволяє збільшити випуск снарядів до 360 тисяч на рік.
У вересні 2018 року стало відомо, що підприємство працює спільно з Шосткинським казенним заводом «Імпульс», на якому закінчується випробування артилерійського підривача В-429, після чого буде налагоджене його серійне виробництво.
В планах — налагодити серійне виробництво 155-мм активно-реактивних боєприпасів (HE ER BT), які проходитимуть вогневі випробування разом з САУ «Богдана» та масовий боєприпас M107 (який має оптимальне співвідношення ціна-якість).
Також у 2018 році було налагоджене виробництво некерованих надзвукових реактивних 80-мм снарядів РС-80 «Оскол». Станом на вересень вони пройшли різні випробування, пуски з наземних та повітряних платформ (гелікоптерів, літаків).
15 липня 2020 року стало відомо, що державна акціонерна холдингова компанія (ДАХК) «Артем» виграла арбітражний процес у американської компанії, яка не виконала контракт на виготовлення та поставку лінії для серійного виробництва корпусів великокаліберних снарядів.
Наприкінці листопада 2020 року директор ДАХК «Артем» Володимир Зимін повідомив, що через брак замовлень на «Нептун», «Вільху», РС-80 та снаряди підприємство з 2021 року буде вимушене перевести 70 % робітників (близько 1200 осіб) на одноденний робочий тиждень. Після цього Міноборони зреагувало на заяви повідомивши, що замовлення є. У грудні 2020 року, після отримання великого замовлення на ракети РС-80 та зрушення з місця замовлення на ракети «Нептун», підприємство продовжило звичайний режим роботи.
На початку березня 2021 року стало відомо, що Державна акціонерна холдингова компанія «Артем» готується до виробництва 155 мм боєприпасів, що використовують країни НАТО. Також невдовзі підприємство почне ремонтувати та модернізувати авіаційні керовані ракети Р-73 класу «повітря-повітря».
На початку червня 2021 року Укроборонпром та ДАХК «Артем» уклали Угоду з канадськими компаніями, яка передбачає виробництво стрілецької зброї та боєприпасів до неї на новому патронному заводі. Компанії, які виступили партнерами з боку Канади — Gl Munitions Inc. та Waterbury-Farrel.

### Після 2022 року
В ході російсько-української війни окупаційні війська неодноразово здійснювали обстріли території заводу, зокрема 15 березня 2022, 29 грудня 2023, 8 липня 2024, 18 січня 2025.

## Керівництво
Станом на 2021 рік  Президент Компанії — Голова Правління: Володимир Сергійович Зімін.